# 2862 Вавилов
2862 Вавилов (2862 Vavilov) — астероїд головного поясу, відкритий 15 травня 1977 року.
Тіссеранів параметр щодо Юпітера — 3,654.